# John Birgen
John Birgen (1974) is een Keniaanse langafstandsloper, die is gespecialiseerd in de marathon.

## Loopbaan
Zijn beste prestatie leverde Birgen in 2003 met het winnen van de marathon van Milaan. Hij won in een persoonlijk record van 2:09.08. In de volgende jaren had hij te kampen met blessures. Op de marathon van Milaan in 2007 probeerde hij een comeback te maken. Dit lukte, hij werd tweede in 2:09.20 en eindigde hiermee slechts vijf seconden achter zijn landgenoot Evans Cheruiyot.
In 2012 finishte hij de Comrades Marathon in 7:25.03.

## Persoonlijk record
| Onderdeel | Prestatie | Datum            | Plaats |
| --------- | --------- | ---------------- | ------ |
| marathon  | 2:09.08   | 30 november 2003 | Milaan |

## Palmares

### 15 km
- 2005: 5e Montferland Run - 44.31

### halve marathon
- 2004: 13e halve marathon van Lille (Rijsel) - 1:04.40
- 2005: 6e Houtwijk Kerstloop in Dronten - 1:06.34

### marathon
- 2003: 5e marathon van Krakau- 2:21.07
- 2003:  marathon van Milaan - 2:09.08
- 2004: 26e marathon van Rotterdam - 2:19.33
- 2005: 9e marathon van Keulen - 2:30.13
- 2006: 5e marathon van Lissabon - 2:14.47
- 2007: 8e marathon van San Diego - 2:15.49
- 2007:  marathon van Milaan - 2:09.20
- 2008:  marathon van Florence - 2:12.38
- 2009: 8e marathon van Essen - 2:14.16
- 2010: 13e marathon van Bangkok - 2:28.22
- 2012:  marathon van Pietermaritzburg - 2:26.15

### ultraloop
- 2012: 522e Comrades (89,28 km) - 7:25.03